# الروضة (المسجد النبوي)

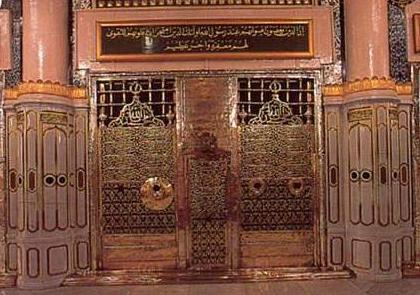
واجهة قبر النبي محمد داخل المسجد النبوي

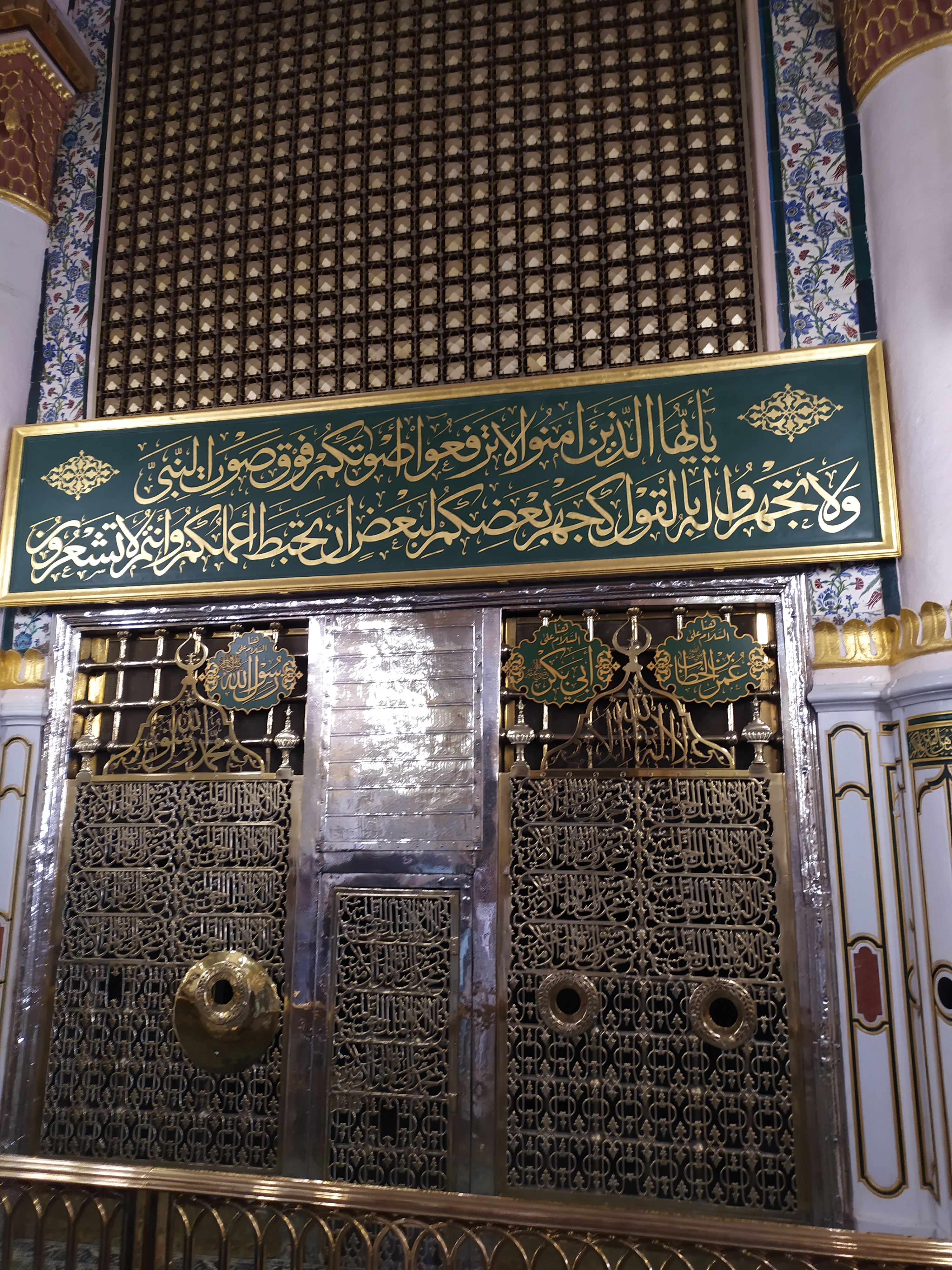
الروضة الشريفة، واجهة قبر النبي محمد وأبوبكر وعمر في المسجد النبوي في المدينة المنورة

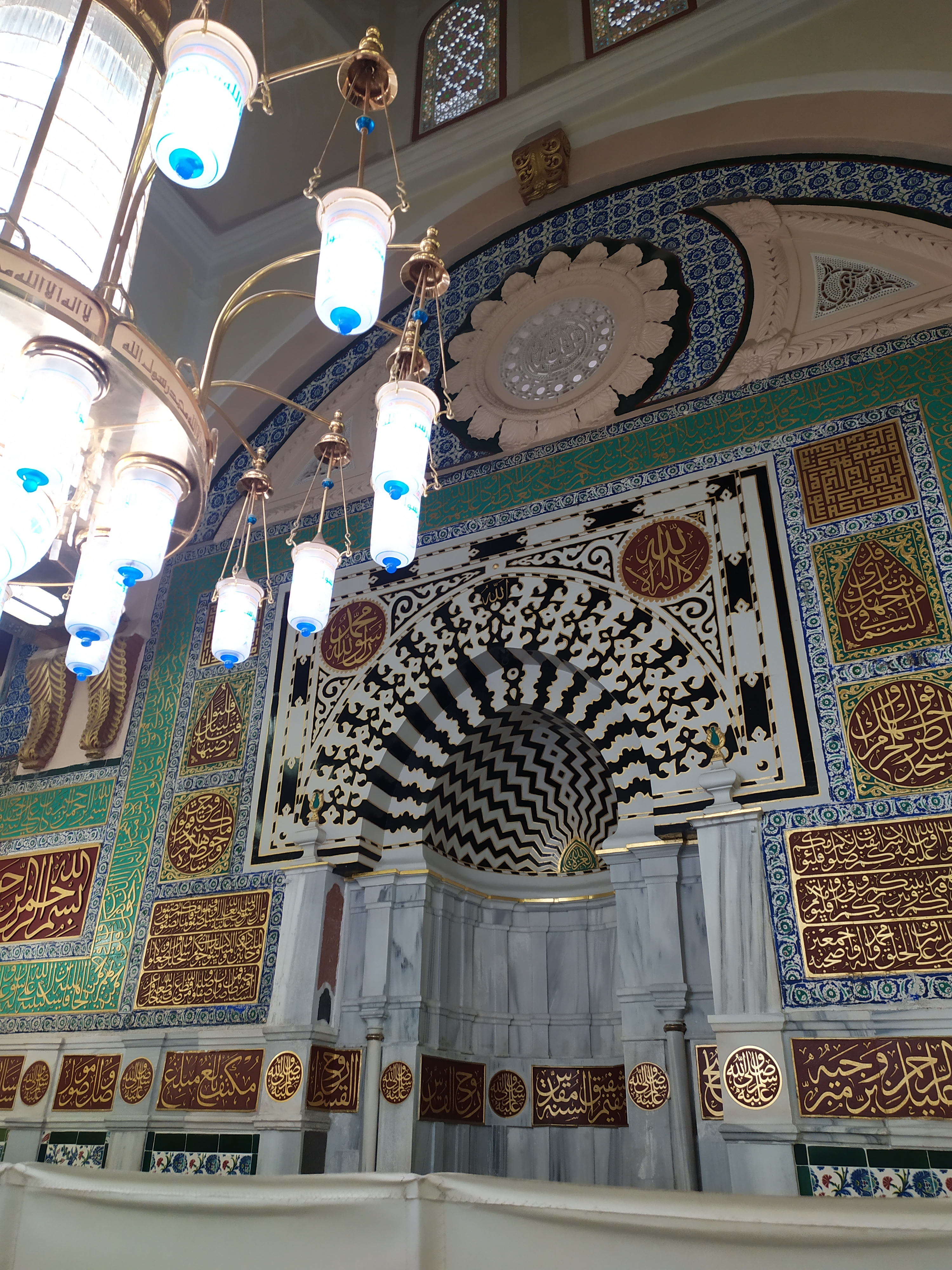
الروضة الشريفة، المسجد النبوي في المدينة المنورة

الروضة، أو الروضة المباركة، أو الروضة الشريفة، هي موضع في المسجد النبوي واقع بين المنبر وحجرة النبي محمد بن عبد الله. ومن فضلها عند المسلمين ما قاله النبي محمد: « ما بين بيتي ومنبري روضة من رياض الجنة، ومنبري على حوضي ». وذرعها من المنبر إلى الحجرة 53 ذراعاً، أي حوالي 26 متراً ونصف متر وكانت محددة بسجاد أخضر اللون مختلف عن بقية سجاد الحرم.

## الأساطين في الروضة الشريفة
المراد بها الأعمدة وتسمى أيضاً: الأساطين والسواري، ويقصد بها: القوائم التي يرتكز عليها السقف.

### من أسماء الأساطين
- أسطوانة السيدة عائشة.
- أسطوانة الوفود.
- أسطوانة التوبة.
- الأسطوانة المُخَلَّقة.
- أسطوانة السرير.
- أسطوانة المحرس.
- أسطوانة مربعة القبر.
- أسطوانة التهجد .

### في عصر الخلافة الراشدية
كانت أعمدة المسجد النبوي الشريف في زمن النبي (35) عموداً من جذوع النخل. 
جددها أبو بكر الصديق في خلافته حين نخرت. 
وزادها عمر الفاروق فبلغت (44) عموداً.            
وبناها ذو النورين عثمان بالحجارة المنحوتة، ووضع بها قطعاً من الحديد مغطاة بالرصاص المصهور لتثبت الحجارة مع بعضها، بالمحافظة على أماكن الأعمدة الخشبية التي كانت في زمن الرسول، وزاد فيها فبلغت (55) عموداً.

### في العصر الأمويِّ
وفي توسعة الوليد بن عبد الملك (88-91هـ) عملت الأعمدة على غرار ماقبلها من الحجارة المنحوتة، وربطت مع بعضها بالحديد المغطى بالرصاص المصهور، وجعل لها قواعد مربعة وتيجان مذهبة، كسيت الأعمدة الجنوبية بطبقة من البياض تصقل وتلمع فتظهر كأنها رخام أبيض، بينما كسي الباقي بالرخام، وبلغ عددها (232) عموداً.

### في العصر العباسيِّ
وفي توسعة المهدي العباسي (161-165هـ) وصل عدد الأعمدة إلى مايقرب من (290) عموداً.

### في العصر المملوكي
وزادها السلطان المملوكي قايتباي في توسعته (886-888هـ) فبلغت (305) عموداً.

### في الخلافة العثمانية
وفي توسعة السلطان العثماني عبد المجيد (1265-1277هـ) عملت الأعمدة من الحجر الأحمر بعضها من قطعة واحدة، وغطيت بطبقة من الرخام المزخرف المزين بماء الذهب، عليها عقود تحمل أعلاها قباباً، بلغ مجموع الأعمدة في هذه التوسعة (327) عموداً.

### في الدولة السعودية
وفي توسعة الملك عبد العزيز (1370-1375هـ) أزيلت الأجزاء الشمالية من المسجد، وحوفظ على الجزء الجنوبي منه الذي يحتوي على (173) عموداً، حيث أجريت عليها بعض الإصلاحات، فدعمت أعمدة الروضة الشريفة، وكسيت بالرخام الأبيض الجديد، وحسنت الأعمدة الأخرى بعمل أطواق نحاسية حولها على ارتفاع (2.50)م، وأضيف إليها (474) عموداً متصلة بجدران التوسعة، و(232) عموداً مستديراً، ارتفاع الواحد منها حتى بداية نقطة القوس (5.60) م وعمق أساسه (7.35) م تحمل تيجاناً من البرونز، زخرفت بزخارف نباتية جميلة، وكسيت بالبياض، وغطيت قواعدها بالرخام.
وفي التوسعة الأخيرة توسعة خادم الحرمين الشريفين (1406-1412هـ) صممت الأعمدة والتيجان بشكل متناسب ومتناسق مع نظيرها في التوسعة السعودية الأولى، وكسيت بالرخام الأبيض المستدير، تعلوها تيجان من البرونز، في داخلها مكبرات الصوت، وفي قواعدها فتحات مغطاة بشبك نحاسي يخرج منها الهواء البارد القادم من محطة التبريد المركزية.
وقد طليت الأعمدة في البناء العثماني بلون فاتح قريب من الأبيض.